# Siergiej Nikitin
Siergiej Jakowlewicz Nikitin (ros. Серге́й Я́ковлевич Ники́тин; ur. 8 marca 1944 w Moskwie) – radziecki kompozytor i pieśniarz.
W 1968 roku ukończył studia na wydziale fizyki Moskiewskiego Uniwersytetu Państwowego. Kandydat nauk matematyczno-fizycznych. Od 1968 żonaty z Tatjaną Nikitiną.
Komponuje od 1962. Od 1987 kieruje zespołem muzycznym teatru moskiewskiego pod dyrekcją Olega Tabakowa. Jego kompozycje zebrano w książce "Czasy nie wybierają" ("Времена не выбирают") (1994). Pisze muzykę do filmów, seriali telewizyjnych, spektakli teatralnych. Jest autorem muzyki do filmu Moskwa nie wierzy łzom.